# Сунское сельское поселение
Сунское сельское поселение — муниципальное образование в составе Зуевского района Кировской области России.
Центр — село Суна.

## История
В начале 1920-х годов в составе Косинской волости Слободского уезда был образован Сунской сельсовет. По переписи 1926 года население сельсовета составляло 1961 человек, в него входили 18 населённых пунктов: село Суна и деревни Антоновцы, Балабаны, Балаи, Вага, Коростели, Крюковцы, Кулебенки, Монастырек, Нагоряна, Овсянники, Окуни, Пигали, Пинежане, Скорни, Слудка, Суслята, Шаньгинцы. С 1944 по 1955 год Сунской сельсовет входил в состав Мухинского района. В 1950 году в составе сельсовета числилось 16 населённых пунктов с населением 1098 чел. По данным 1978 года в сельсовете осталось 4 населённых пункта: село Суна и деревни Балои, Монастырек, Мусихи (из упразднённого Мусихинского сельсовета). В 1997 году Сунской сельсовет преобразован в Сунской сельский округ в составе 2-х населённых пунктов.
1 января 2006 года в соответствии с Законом Кировской области от 07.12.2004 № 284-ЗО образовано Сунское сельское поселение, в него вошла территория бывшего Сунского сельского округа.

## Население
| 2010 | 2012 | 2013 | 2014 | 2015 | 2016 | 2017 |
| ---- | ---- | ---- | ---- | ---- | ---- | ---- |
| 908  | ↘884 | ↘868 | ↘831 | ↗850 | ↗861 | ↗866 |
| 2018 | 2019 | 2020 | 2021 |      |      |      |
| ↘836 | ↘825 | ↘793 | ↘719 |      |      |      |

## Состав сельского поселения
В состав поселения входят 2 населённых пункта:
| № | Населённый пункт | Тип населённого пункта       | Население |
| - | ---------------- | ---------------------------- | --------- |
| 1 | Мусихи           | деревня                      | 163       |
| 2 | Суна             | село, административный центр | ↘745      |